# Daniela Beneck
Daniela Beneck Frinolli (Torino, 8 luglio 1946) è un'ex nuotatrice italiana, la prima ad aver battuto un record europeo, quello dei 200 m. stile libero (1965).

## Biografia

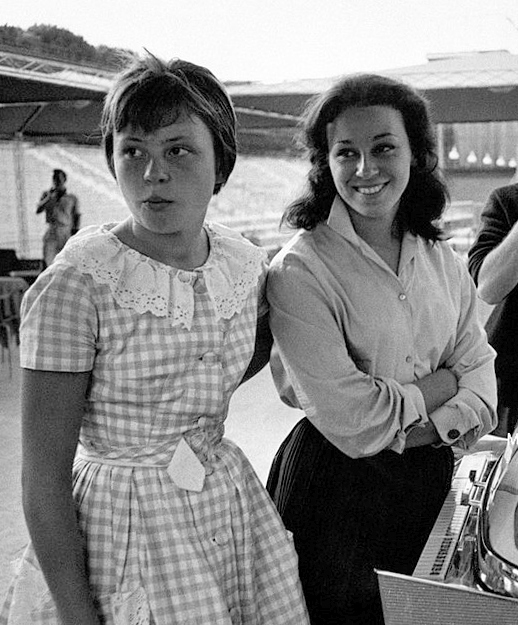
La quattordicenne Daniela Beneck (a sinistra) con la sorella maggiore Anna nel 1960

Nata nel 1946 a Torino, è figlia di Bruno Beneck, nipote di Stefano Benech e sorella minore di Anna Beneck anch'essa nuotatrice e olimpionica a Roma 1960. Tesserata per la S.S. Lazio, Daniela Beneck fu allenata prima da Enzo Zabberoni e poi da Franco Baccini. 
A 14 anni ha partecipato ai Giochi olimpici di Roma 1960, nella staffetta 4x100 m stile libero con  Rosanna Contardo, Maria Cristina Pacifici e Paola Saini, arrivando 4ª in batteria con il tempo di 4'31"8 e qualificandosi alla finale dove fu sostituita da Anna Maria Cecchi, con la squadra che terminò al 7º posto in 4'26"8. Fu la prima apparizione di una staffetta femminile azzurra in una finale olimpica di nuoto.
Ha preso parte agli Europei di Lipsia 1962 dove si classificò al settimo posto nelle due staffette 4x100 stile libero (con Violetta Passagnoli, Maria Cristina Pacifici e Paola Saini) e nella 4x100 mista (con Luciana Marcellini, la sorella Anna e la stessa Saini). 
Ha detenuto diversi record nazionali nello stile libero. Ad aprile 1962 una prima volta nei 100 m, con il tempo di 1'04"0  migliorato un mese dopo da Paola Saini. Sempre in quell'anno fu primatista anche nei 400 m. con il tempo di 5'09"00, migliorato temporaneamente da Paola Saini ma poi ripreso con i crono di 5'06"1, 5'05"3, 5'04"8, 4'56"9, tra il 1962 e il 1964. A tali primati aggiunse quello dei 200  m. con il tempo di 2'18"8, sempre nel 1964.
A 18 anni, ha preso di nuovo parte alle Olimpiadi, quelle di Tokyo 1964, dopo aver strappato alla Saini il primato italiano dei 100 sl. con il crono di 1'03"3. In questa specialità giunse 3ª in batteria con il nuovo primato italiano di 1'03"2, qualificandosi alle semifinali. Per poco sarebbe stata la prima nuotatrice italiana a gareggiare in una finale olimpica individuale del nuoto femminile ma fu eliminata con il primo tempo delle escluse in 1'02"9 (nuovo record italiano). Nei 400 m stile libero batté un altro record italiano in 4'56"2 ma fu eliminata in batteria, giungendo 2ª. La staffetta italiana 4x100 m stile libero con Daniela Beneck, Maria Cristina Pacifici, Mara Sacchi e Paola Saini grazie al 4º posto in batteria, con il tempo di 4'15"0, confermò l'ingresso in finale delle Olimpiadi precedenti, terminando all'8º posto in 4'17"2.
Nel 1965, con il tempo di 2'18"0, Daniela Beneck batté il record europeo dei 200 m. stile libero, il primo di sempre ottenuto da una nuotatrice italiana. Tra il 1965 e il 1966 migliorò ancora il primato italiano dei 100 sl, con i crono di 1'02"6 e 1'02"5 e dei 400 con il tempo di 4'56"1 e di 4'52"2.  
Nel gennaio 1966 scampò alla tragedia di Brema (nella quale morirono 46 persone, tra le quali sette nuotatori della nazionale italiana di nuoto, un allenatore e un giornalista italiano), avendo deciso di rinunciare volontariamente al meeting tedesco anche a causa del matrimonio, tenutosi in quei giorni, della sorella Anna con l'ostacolista e velocista Salvatore Morale, olimpionico di Roma 1960 e Tokyo 1964, dove vinse il bronzo nei 400 m ostacoli. 
Ai Campionati europei di Utrecht 1966 giunse in finale sia nei 100 sia nei 400 m stile libero dopo aver ottenuto rispettivamente il 4º (con il primato italiano di 1'02"4) e il 2º tempo in batteria. Le speranze di salire sul podio, prima nuotatrice italiana in un campionato europeo, sembravano molto concrete, invece Beneck terminò 8ª in entrambe le gare.
Si è ritirata dall'agonismo il 1º dicembre 1966, per dedicarsi al lavoro di allenatrice. I suoi record italiani furono migliorati solo nell'anno olimpico 1968: quello dei 100 metri da Nives Cassera e quelli dei 200 e 400 da Mara Sacchi. 
Si è sposata con l'altro ostacolista e velocista Roberto Frinolli, partecipante ai Giochi di Tokyo 1964, Città del Messico 1968 e Monaco di Baviera 1972. Anche due suoi figli sono stati atleti: Giorgio Frinolli, ostacolista, presente ai Giochi olimpici di Sydney 2000 e Bruno Frinolli, saltatore in lungo.
Dal 1987 al 2000 è stata addetta stampa della Federazione Italiana Nuoto. Con l'amica-rivale Paola Saini, Daniela Beneck ha scritto un romanzo, Azzurro, dedicato alle vittime della tragedia di Brema.